# Marcel Dengel
Marcel Dengel (* 25. November 1967 in Bludenz, Vorarlberg) ist ein österreichischer Künstler und Fotograf. Seit 2013 reist er mit seinem Projekt MasiRati unterwegs rund um die Welt.
Dieses Projekt verbindet das Reisen mit seinen übergroßen Skulpturen, die Fotografie an außergewöhnlichen Schauplätzen mit den Geschichten, die im Moment vor Ort geschrieben werden. Diese Art künstlerischen Wirkens ist über die Jahre hinweg sein Alleinstellungsmerkmal geworden und hat ihn über Österreich hinaus bekannt gemacht.
Jede seiner Hauptfiguren ist ca. 200 kg schwer und gute 4 Meter hoch. Sie bestehen aus Metall, Holz und 20 Mio. Jahre altem Stein. Jede Skulptur repräsentiert einen eigenen Charakter. Gemeinsam ergeben sie das Gesamtwerk MasiRati unterwegs.
Masi, Rati, Helga und Olga sind die Hauptdarsteller auf den Reisen des Künstlers. Inzwischen wurde die MasiRati-Familie erweitert mit Ratissimo und Masinita, beide in ihre Einzelteile zerlegbar und etwas kleiner als die großen Geschwister.

## Leben und Wirken

### Ausbildung
Marcel Dengel legte seine Prüfung zum Fotokaufmann im Jahr 1991 ab. In den folgenden Jahren gründete er eine Familie und arbeitete hauptberuflich im kaufmännischen Bereich (Vertrieb). Seine fotografische Leidenschaft lebte er vorwiegend im Privatbereich aus. In den Jahren 1995 bis 2010 erarbeitete er sich im Selbststudium vielfältige handwerkliche Fähigkeiten, die in weiterer Folge in seine künstlerischen Tätigkeiten einflossen.

### Künstlerisches Wirken
Ab dem Jahr 2010 begann er, mit dem Bau von Skulpturen zu experimentieren. 2012 entstand seine erste große Skulptur mit dem Namen Masi. Im selben Jahr folgte Rati, ein Jahr später Helga und 2013 Olga. Die ersten Rundfahrten unter dem Titel Denk-Mal-Begegnungen führten ihn mit Masi und Rati durch sein Heimatland Vorarlberg. Im Jahr 2015 entstand aus den besten Fotografien dieser Installationen in seiner Heimat ein Bildkalender im Großformat für das Jahr 2016.
Nach dem erfolgreichen Vermarkten dieses Bildkalenders entwickelte sich die Idee, die Reiserouten über die Grenzen hinaus zu erweitern, woraus sich der bis heute bestehende Projektname MasiRati unterwegs entwickelte. Seine außergewöhnlichen Fotografien entstehen aus dem Zusammenspiel besonderer Plätze, den Skulpturen und der jeweiligen Stimmung vor Ort – unabhängig davon, ob es sich um Landschaften oder berühmte Bauwerke handelt.

## Das Kunstprojekt
MasiRati unterwegs umfasst Reisen, Fotografie und menschliche Begegnungen in Zusammenspiel mit den Skulpturen. Daraus entstehen Geschichten zu den einzelnen Fotografien. Aus diesen Fotografien kreiert der Künstler Bilder, welche er in handgemachten Metallrahmen, limitiert zum Kauf anbietet. Ausstellungen mit Eventcharakter, die Marcel Dengel in Eigenregie organisiert und der Großbildkalender in Eigenproduktion gehören ebenso zu seinem Gesamtkunstwerk.

## Die Vision
Mit seinem Projekt möchte der Künstler eine Brücke zwischen den Menschen und Kulturen bauen. Seine Intention ist eine Völkerverständigung über die Grenzen hinaus mit dem Wunsch, einen Beitrag zum Weltfrieden zu schaffen. Das Reisen mit seinem übergroßen Gepäck erregt Aufmerksamkeit. Menschen kommen zusammen und werden berührt. Immer wieder ergibt sich eine Zusammenarbeit mit Einheimischen vor Ort. Freundschaften werden geknüpft, Sprachbarrieren überwunden, Gemeinsamkeiten entdeckt und somit die Friedensbotschaft weitergetragen.

## Die Reisen
Bis heute wurden folgende Länder mit den Skulpturen bereist und erforscht:
- 2013: Vorarlberg, Bregenzerwaldbahn[1]
- 2015: Vorarlberg, Österreich[2] (Highlight: Flexenpass am Arlberg, Grasserbühel in Nüziders)
- 2016: Frankreich, Niederlande (Highlight: vor dem Eiffelturm)
- 2017: England, Irland, Schottland (Highlights: Glastonbury Tor, Cliffs of Moher, Blairgowrie and Rattray Highland Games)
- 2018: Italien (Highlight: Petersdom, Vatikan)
- 2019: Australien (Highlight: Sydney, Harbour Bridge)[3]
- 2020: Österreich[4] (Highlights: Fahrt auf dem Kiesdampfer am Bodensee,[3] Männerakt am Großglockner)
- 2021: Portugal (Highlights: auf dem Jakobsweg Zertifikat für Rati, Höhle von Benagil, Torre de Belém Lissabon)[3][5]
- 2022/2023: Spanien (Highlights: Bucht von Monsul, Miguel Ángel Martín Bordera)
- 2024: Korsika, Südtirol (Highlights: Couvent Saint-Francois d'Orezza, Reschensee)[6]
- 2025: Marokko (Highlights: Sahara bei Merzouga, Chefchaouen)[7]

## Ausstellungen
- 2017: Kunst am Bau, Hotel Tschofen, Bludenz, Österreich
- 2019: Die Gustav, Messe für Genuss und Design, Dornbirn, Österreich[8]
- 2019: Alte Villa neu belebt, Lorünser Villa, Bludenz, Österreich
- 2020: Gemeinschaftsprojekt gallery.T69, SELECTed.01, Hohenems, Österreich
- 2021: Pandemie mit Fantasie, Schaufenster-Ausstellung in Bludenz, Österreich
- 2023: Lost Place Event, Industriehalle Bertsch, Österreich[3]
- 2024: Swiss Art Expo, Zürich, Schweiz